# Mihályfa, Zala
Mihályfa  este un sat în districtul Zalaszentgrót, județul Zala, Ungaria, având o populație de 365 de locuitori (2011). 

## Demografie
Componența etnică a satului Mihályfa
     Maghiari (98,86%)
     Germani (1,14%)
Componența confesională a satului Mihályfa
     Romano-catolici (84,11%)
     Fără religie (2,74%)
     Reformați (2,47%)
     Necunoscută (10,68%)
Conform recensământului din 2011, satul Mihályfa avea 365 de locuitori. Din punct de vedere etnic, majoritatea locuitorilor (98,86%) erau maghiari, cu o minoritate de germani (1,14%).  Din punct de vedere confesional, majoritatea locuitorilor (84,11%) erau romano-catolici, existând și minorități de persoane fără religie (2,74%) și reformați (2,47%). Pentru 10,68% din locuitori nu este cunoscută apartenența confesională.